# 2013 KY18
2013 KY18 — троянський астероїд Нептуна. Відкритий на основі даних, отриманих за допомогою космічного телескопа Pan-STARRS-1 (PS1) міжнародною командою астрономів під керівництвом Сін-Вень Ліня (Hsing-Wen Lin) з Інституту астрономії Національного центрального університету Тайваню. Астероїд перебуває в точці Лагранжа L5, тобто рухається майже тією ж орбітою, що й Нептун, але в 60° позаду нього.